# Президентские выборы в США (1904)
Президентские выборы в США 1904 года проходили 8 ноября. Президент-республиканец Теодор Рузвельт, принявший этот пост после убийства Уильяма Мак-Кинли, одержал лёгкую победу над демократом Элтоном Паркером.

## Выборы

### Республиканская партия
На республиканской конвенции в Чикаго 21-23 июня 1904 года кандидатура президента Теодора Рузвельта была гарантирована. Он эффективно маневрировал в течение 1902 и 1903 годов, чтобы получить контроль над партией. Движение против Рузвельта сосредоточилось на кандидатуре консервативного сенатора Марка Ханны из Огайо, но его смерть в феврале 1904 года устранила это препятствие. Рузвельт был выдвинут сначала бывшим губернатором Фрэнком С. Блэком из Нью-Йорка и затем сенатором Албертом Дж. Бевериджем из Индианы. Рузвельт был номинирован единогласно на первом голосовании с 994 голосами.
Поскольку консерваторы в Республиканской партии осудили Теодора Рузвельта как радикала, им было разрешено выбирать кандидата в вице-президенты. Сенатор Чарльз У. Фэрбенкс из Индианы был очевидным выбором, поскольку консерваторы высоко оценили его, но ему удалось не оскорбить более прогрессивные элементы партии.
Республиканская платформа призывала к сохранению защитного тарифа, увеличению внешней торговли, поддержке золотого стандарта, расширению торгового флота, сильному военно-морскому флоту и высоко оценила внешнюю и внутреннюю политику Рузвельта.

### Демократическая партия
В 1904 году Уильям Дженнингс Брайан и бывший президент Гровер Кливленд отказались баллотироваться на пост президента. Поскольку два кандидата от Демократической партии за последние 20 лет не добивались выдвижения в президенты, Элтон Паркер, бурбонный демократ из Нью-Йорка, стал лидером.
Паркер был главным судьей апелляционного суда Нью-Йорка и был уважаем в его штате. Паркер отказался активно участвовать в номинации, но ничего не сделал, чтобы сдержать своих консервативных сторонников. Бывший президент Гровер Кливленд поддержал Паркера.
Демократическая конвенция, которая состоялась в Сент-Луисе, Миссури, 6-9 июля 1904 года, была названа «одной из самых захватывающих и сенсационных в истории Демократической партии». Хотя Паркер, не имел ни врагов, ни ошибок, жестокая битва велась против Паркера более либеральным крылом партии за несколько месяцев до конвенции.
Несмотря на то, что Паркер поддерживал Брайана в 1896 и 1900 годах, Брайан ненавидел его за поддержку золотого стандарта. Брайан хотел, чтобы самый слабый человек стал кандидатом, тот, кто не мог отобрать у него контроль над партией. Он осудил судью Паркера как инструмент Уолл-стрит, прежде чем он был номинирован и заявил, что ни один уважающий себя демократ не может голосовать за него.
Получателем поддержки бывших сторонников Брайана был издатель, а теперь конгрессмен Уильям Рэндольф Херст из Нью-Йорка. Херст владел восемью газетами, все они были дружелюбными к труду, энергичными в своих усилиях по борьбе с коррупцией, борющимися с делом «людей, которые работали на жизнь». Из-за этого либерализма Хёрст получил голоса делегации Иллинойса и нескольких других штатов. Хотя газета Хёрста была единственной крупной публикацией на Востоке, которая поддерживала Уильяма Дженнингса Брайана и биметаллизм в 1896 году, он обнаружил, что его поддержка Брайана не была взаимностью. Вместо этого Брайан поддержал сенатора Фрэнсиса Корелла из Миссури.
Перспектива того, что Хёрст станет кандидатом напугала консервативных демократов так сильно, что они возобновили свои усилия, чтобы Паркер был номинирован на первом голосовании. Паркер получил 658 голосов при первом поименном звонке, на 9 меньше, чем требуемые две трети. До того, как можно было объявить результат, еще 21 голос был передан Паркеру. В результате Паркер выиграл номинацию на первом голосовании с 679 голосами с 181 за Херста.
После выдвижения Паркера, Брайан заявил, что она была продиктована монополиями и обеспечена «коррумпироваными и неоправданными методами». Брайан также сказал, что труд был предан в конвенции и ничего не мог ждать от Демократической партии. Действительно, Паркер был одним из судей в Апелляционном суде штата Нью-Йорк, который объявил неконституционным восьмичасовой закон.
До того, как вице-президент мог быть номинирован, Паркер вступил в действие, когда узнал, что демократическая платформа явно не указала на монетарную проблему. Чтобы сделать свою позицию понятной, Паркер после своей номинации проинформировал конвенцию письмом о том, что он поддержал золотой стандарт. В письме говорилось: «Я рассматриваю золотой стандарт как твердо и безотзывно установленный и буду действовать соответствующим образом, если действие конвенции сегодня будет ратифицировано народом. Поскольку платформа умалчивает об этом предмете, мое мнение должно быть сообщено конвенции, и, если это окажется неудовлетворительным большинству, я прошу вас отказаться от выдвижения меня сразу, чтобы другой мог быть номинирован до отсрочки».
Это был первый случай, когда кандидат сделал такой шаг. Это был смелый поступок, который мог бы лишить его номинации и сделал его изгнанником из той партии, которой он служил и верил всю свою жизнь.
Бывший сенатор Генри Г. Дэвис из Западной Вирджинии был номинирован на пост вице-президента; в 80 лет он был самым старым кандидатом от крупной партии, который когда-либо был номинирован на национальный пост. Дэвис получил номинацию, потому что считалось, что он может доставить свой штат для демократов. Дэвис имел почетную карьеру в политике и был также миллионером-владельцем шахт, железнодорожным магнатом и банкиром.
Паркер протестовал против «власти личных капризов», президентской «узурпации власти» и «возвеличивания личной власти». Но его более позитивные предложения были настолько реакционными, как его предложение о том, чтобы законодательные органы штата и общее право разработали средство для решения проблемы монополий, что New York World охарактеризовал кампанию как борьбу «консервативных и конституционных демократов против радикальных и произвольных республиканцев».
Демократическая платформа призвала к сокращению государственных расходов и расследованию в конгрессе министерств, «о которых уже известны, что они связаны с коррупцией»; осудила монополии; пообещала прекратить государственные контракты с компаниями, нарушающими антимонопольное законодательство; противостояла империализму; настаивала на независимости Филиппин и выступала против защитного тарифа. Она призывала к строгому соблюдению восьмичасового рабочего дня, строительству Панамского канала; прямым выборам сенаторов; статусу штатов для западных территорий; истреблению многоженства; взаимным торговым соглашениям; уменьшенюе армии и соблюдению законов о государственной службе. Она осудил руководство Рузвельта в целом как «судорожное, неустойчивое, сенсационное, зрелищное и произвольное».

### Кампания
Агитация, проводимая обеими сторонами, была гораздо менее энергичной, чем в 1896 и 1900 годах . Сезон кампании был пронизан доброй волей, и он проделал долгий путь по исправлению ущерба, нанесенного предыдущими выборами о классовой войне. Это было связано с тем, что Паркер и Рузвельт, за исключением харизмы, были настолько похожи в политических взглядах.
Так близки были два кандидата, что было обнаружено несколько различий. Оба были за золотой стандарт; хотя демократы были более откровенно против империализма, оба верили в справедливое отношение к филиппинцам и возможное освобождение; и оба считают, что профсоюзы имеют такие же права, как и лица в судах. Радикалы Демократической партии осудили Паркера как консерватора; консерваторы в Республиканской партии осудили Теодора Рузвельта как радикала.
Во время кампании было несколько случаев, когда Рузвельт считался уязвимым. В первую очередь, New York World сообщил страничную историю о предполагаемой коррупции в Бюро корпораций. Президент Рузвельт признал, что некоторые платежи были сделаны, но не признал всякий «шантаж». Во-вторых, при назначении Джорджа Б. Кортелоу как его руководителя кампании, Рузвельт намеренно использовал своего бывшего министра торговли и труда. Это было важно, потому что Кортелоу, зная секреты корпораций, мог извлечь из них большие вклады. Это вызвал настоящий переполох. В 1907 году было раскрыто, что страховые компании внесли слишком большой вклад в кампанию Рузвельта. Только за неделю до выборов Рузвельт сам вызвал Э. Х. Харримана, короля железной дороги, в Вашингтон, округ Колумбия, с целью мобилизации средств для победы в Нью-Йорке.
Инсайдерские деньги, однако, были потрачены на обоих кандидатов. Паркер получил финансовую поддержку от банковских интересов Моргана, так же, как перед ним Кливленд . Томас У. Лоусон, миллионер из Бостона, обвинил в том, что сенатор штата Нью-Йорк Патрик Генри Маккаррен, который вывел судьи Паркера к назначению, был плачен Standard Oil в качестве политического мастера-механика в двадцать тысяч долларов в год. Он также утверждал, что Паркер был инструментом Standard Oil. Лоусон предложил сенатору Маккаррену 100 000 долларов США (что эквивалентно 2,7 миллиона долларов США сегодня), если он опровергнет обвинение. Согласно одному из сообщений, «Сенатор никогда не отказывался от обвинения». В одной статье даже упоминался Маккаррен как «змея Standard Oil в политике Бруклина».

### Результаты
Теодор Рузвельт выиграл ошеломительную победу, взяв каждый северный и западный штат. Он был первым республиканцем, выигравшим штат Миссури со времен Улисса С. Гранта в 1868 году. Голосование в штате Мэриленд было очень близко. Впервые в истории этого штата каждому избирателю были выданы секретные бумажные бюллетени, предоставленные за государственный счет и без каких-либо политических символов. Кандидаты на должность выборщиков были указаны в списке кандидатов в президенты и вице-президенты для каждой партии; на выборах было признано четыре партии: демократическая, республиканская, сухого закона и социалистическая. Избиратели были свободны отмечать в своих бюллетени до восьми кандидатов любой стороны. В то время как победа Рузвельта на национальном уровне была быстро определена, выборы в Мэриленде оставались под сомнением в течение нескольких недель. 30 ноября Рузвельт был объявлен победителем в масштабе штата всего 51 голосом. Однако, поскольку избиратели проголосовали за отдельных выборщиков, только один избиратель-республиканец, Чарльз Бонапарт, выиграл подсчет голосов. Остальные семь лучших получателей голосования были демократами.
Рузвельт выиграл выборы с отрывом более чем на 2,5 миллиона голосов. Рузвельт выиграл 56,4 % голосов избирателей, что, наряду с его отрывом голосов избирателей в 18,8 %, было самым крупным результатом между неодногласным переизбранием Джеймса Монро в 1820 году и избранием Гардинга в 1920 году. Из 2754 округов Рузвельт выиграл 1,611 (58,50 %) и выиграл большинство голосов в 1538; он и Паркер были вничью в одном округе (0,04 %).
Томас Уотсон, кандидат-популист, получил 117 183 голоса и выиграл девять округов (0,33 %) в своем родном штате Джорджия. У него было большинство в пяти округах, и его общий итог был вдвое выше, чем в 1900 году, но меньше, чем одна восьмая от общей суммы в 1892 году .
Паркер выиграл 1113 округов (41,14 %) и выиграл большинство в 1,057. Распределение голосов по округам показывает, что он был более слабым кандидатом, чем Уильям Дженнингс Брайан, номинант партии четыре года назад, в каждой части страны, за исключением глубокого Юга, где демократическое господство оставалось сильным, в значительной степени из-за широко распространенной дискриминации негров. В 17 штатах Паркер не смог выиграть ни одного округа, а за пределами Юга было всего 84.
Это были последние выборы, в которых республиканцы выиграли Колорадо, Небраску и Неваду до 1920 года.
| Кандидат               | Партия                           | Избиратели | Избиратели | Выборщики |
| Кандидат               | Партия                           | Количество | %          | Выборщики |
| ---------------------- | -------------------------------- | ---------- | ---------- | --------- |
| Теодор Рузвельт        | Республиканская партия           | 7 630 457  | 56,42%     | 336       |
| Элтон Брукс Паркер     | Демократическая партия           | 5 083 880  | 37,59%     | 140       |
| Юджин Виктор Дебс      | Социалистическая партия          | 402 810    | 2,98%      | 0         |
| Сайлэс Комфорт Свэллоу | Партия запрета                   | 259 102    | 1,92%      | 0         |
| Томас Эдвад Уотсон     | Популистская партия              | 114 070    | 0,84%      | 0         |
| Чарльз Хантер Корригэн | Социалистическая трудовая партия | 33 454     | 0,25%      | 0         |
| Другие                 | —                                | 1 229      | 0,01%      | 0         |
| Всего                  | Всего                            | 13 525 002 | 100%       | 476       |